# Leon Lumsdaine
John „Jack“ Leon Sydney Lumsdaine DFC (* 31. Januar 1923 in Shanghai, Republik China; † 29. März 1966 nahe Sainte-Lucie-de-Doncaster, Québec, Kanada) war ein britischer Moderner Fünfkämpfer.

## Leben und Karriere
Lumsdaine kam als Sohn der Eheleute Arthur Henry Vere Lumsdaine und Gladys Valentine, geborene Ghys, zur Welt. Seine Jugend verbrachte er in Shanghai, wo er im Jahre 1940 mit dem Rugbyspiel begann. Doch bereits im Jahr darauf schloss er sich der Royal Air Force an, um das Vereinigte Königreich im Zweiten Weltkrieg zu vertreten, obwohl er bis dahin nie in Großbritannien gewesen war.
Im Verlauf des Krieges stieg er in den Rang eines Flight Lieutenant auf und wurde mit dem Distinguished Flying Cross ausgezeichnet.
Nach dem Krieg blieb Lumsdaine bei der Royal Air Force. Als in den Reihen der britischen Offiziere nach potentiellen Mitgliedern für das britische Team im Modernen Fünfkampf bei den Olympischen Spielen 1952 in Helsinki gesucht wurde, fiel die Aufmerksamkeit auf den 1,90 Meter großen Modellathleten Lumsdaine. Nachdem er in insgesamt 12 Trainingseinheiten das Fechten mit dem Florett erlernt hatte, wurde er Teil der Mannschaft.
In Helsinki belegte Lumsdaine den 15. Platz unter 51 Teilnehmern in der Einzelkonkurrenz. Seine stärkste Disziplin war das Reiten, wo er den siebten Rang erreichen konnte, am schwächsten schnitt er als 36. im Laufen ab. Im Teamwettbewerb errang er gemeinsam mit John Hewitt und Jervis Percy den 10. Platz.
Lumsdaine, der als bester britischer Moderner Fünfkämpfer der Jahre 1949 bis 1954 angesehen wird, starb auf der Eisfläche eines zugefrorenen Sees, als er bei einem Testflug in einer Canadair CL-41 Tutor für die Royal Canadian Air Force den Schleudersitz zu spät betätigte. Er war verheiratet und hatte drei Kinder.